# Lawrence West
Lawrence Kingsley "Laurie" West, född 1935, är en kanadensisk före detta roddare.
West blev olympisk silvermedaljör i åtta med styrman vid sommarspelen 1956 i Melbourne.